# Laagste astronomisch getij
Het laagste astronomisch getij (lowest astronomical tide, LAT) is een reductievlak voor dieptes op zeekaarten en is het laagste getijdenniveau dat voorspeld kan worden onder gemiddelde meteorologische omstandigheden en onder elke combinatie van astronomische omstandigheden. Begin jaren 1980 adviseerde de Internationale Hydrografische Organisatie om over te gaan op het laagste astronomische getij als reductievlak. Het Verenigd Koninkrijk en Frankrijk passen de LAT al toe, terwijl Duitsland in 2005 aan de overgang van gemiddeld laagwaterspring (GLWS) naar LAT is begonnen. Ook in België en Nederland is LAT inmiddels ingevoerd.